# Yūsuke Higa
Yūsuke Higa (japanisch 比嘉 祐介 Higa Yūsuke; * 15. Mai 1989 in Nago) ist ein ehemaliger japanischer Fußballspieler.

## Karriere
Higa erlernte das Fußballspielen in der Schulmannschaft der Ryutsu Keizai University Kashiwa High School sowie in der Universitätsmannschaft der Ryūtsū-Keizai-Universität. Seinen ersten Vertrag unterschrieb er 2012 bei den Yokohama F. Marinos. Der Verein spielte in der höchsten Liga des Landes, der J1 League. 2013 gewann er mit dem Verein den Kaiserpokal. 2014 wurde er an den Zweitligisten Kyoto Sanga FC ausgeliehen. Für Kyoto absolvierte er 18 Ligaspiele. 2015 kehrte er zu den Marinos zurück. 2016 unterzeichnete er einen Vertrag beim Zweitligisten JEF United Chiba. Für JEF stand er 17-mal auf dem Spielfeld. 2018 wechselte er zum Ligakonkurrenten Tokyo Verdy. Ende 2018 beendete er seine Karriere als Fußballspieler.

## Erfolge
Yokohama F. Marinos
- J1 League

Vizemeister: 2013
- Kaiserpokal

Sieger: 2013